# ČT3
ČT3 fue un canal de televisión público checo, operado por Česká televize. Emitía programas del archivo de Československá televize, series y películas antiguas de producción checa y eslovaca.

## Historia
La historia de ČT3 se remonta al tercer canal de Československá televize, que originalmente se utilizaba para transmitir la televisión soviética en Checoslovaquia. A principios de los años 90, este canal se dividió en dos nuevas emisoras como parte de la federalización. El 14 de mayo de 1990, la emisora OK3 comenzó a transmitir para la República Checa y, el 6 de junio de 1991, la emisora TA3 para Eslovaquia. Desde el 1 de enero de 1992, la emisora OK3 pasó a ser operada por la recién creada Česká televize. Tras la disolución de Checoslovaquia, el canal OK3 pasó a llamarse ČT3 el 1 de enero de 1993. La emisión de ČT3 finalizó el 31 de diciembre de 1993.
Desde el 1 de enero de 1994, Česká televize emitió la programación del canal ČT2 en la red de frecuencias ČT3. La emisión simultánea de ČT2 finalizó el 3 de febrero de 1994, fecha en la que este canal abandonó las frecuencias originales y permaneció únicamente en las del antiguo canal ČT3. El 4 de febrero de 1994, TV Nova, el primer canal de televisión privado checo, comenzó a utilizar el espacio vacante.
En 2012, Česká televize anunció la creación de un nuevo canal infantil, que se llamaría ČT3. Finalmente comenzó a transmitir el 31 de agosto de 2013 bajo el nombre de ČT :D.
El 18 de marzo de 2020, Česká televize anunció que lanzaría ČT3, pensado para un público mayor, en medio de la pandemia de COVID-19. Debido a la situación de emergencia, ČT dejó de producir la mayoría de sus programas regulares y pudo usar fondos para crear el nuevo canal. Los primeros meses de su existencia también vieron el regreso de locutores de televisión que habían sido despedidos por ČT en 2005.
ČT3 comenzó a emitir el 23 de marzo de 2020. Originalmente, se trataba de un canal temporal que emitiría hasta finales de octubre de 2020.
En octubre de 2020, ČT decidió mantener ČT3 en funcionamiento, al menos, hasta marzo de 2021. A partir del 30 de noviembre de 2020, el inicio de la emisión se trasladó a las 6:00. En noviembre de 2020, ČT declaró que el funcionamiento de ČT3 estaría garantizado hasta junio de 2021 y que la posible continuidad de la emisora dependería de la financiación a largo plazo de ČT.
El 24 de marzo de 2021 se decidió mantener el canal permanentemente. El 12 de abril de 2021, ČT extendió la emisión de ČT3 hasta las 2:00.
Finalmente, en noviembre de 2022, ČT anunció que cerraría ČT3 debido a la necesidad de reducir gastos financieros. El canal cesó sus emisiones el 1 de enero de 2023 con el siguiente mensaje: "La transmisión de ČT3 ha finalizado. Gracias por su comprensión".
El 19 de julio de 2023 se confirmó que ČT3 podría ser restaurado en el futuro si la situación financiera de ČT mejora, y que el canal sería un canal retro con contenido de archivo para espectadores mayores, pero de forma más innovadora y con un enfoque en las tendencias modernas de un estilo de vida activo, así como en la comunicación y los medios intergeneracionales, la alfabetización financiera y digital. El canal retomaría la emisión en otoño de 2024 o primavera de 2025. El 25 de abril de 2025 ČT confirmó que ČT3 podría regresar en otoño de 2025.